# 甲府市立西中学校
甲府市立西中学校（こうふしりつ にしちゅうがっこう）は、山梨県甲府市飯田にある公立中学校。地元では「西中」（にしちゅう）と略称されている。
学園祭は「青雲祭」（せいうんさい）という。

## 沿革
- 1937年4月5日- 甲府市立男子高等小学校を創立する。
- 1947年4月22日-甲府市立西中学校を開校する。
- 1948年5月-池田中学校合併する。
- 1949年4月-貢川小学校合併する。
- 1956年12月21日-午後2時50分講堂焼失する。
- 1960年4月1日-校舎内に南西中学校開設、1年を一部収容する。
- 1971年9月11日-柔道場、剣道場新設する。
- 1973年7月20日-青雲寮開設15周年記念会誌発行する。
- 1977年9月26日-創立30周年記念行事を行う。
- 1986年4月1日-富竹中学校開校により生徒一部分離する。
- 1987年10月3日-開校50周年・創立40周年記念式典及び記念青雲祭を実施する。
- 1997年9月27日-創立50周年記念式典及び記念青雲祭を実施する。
- 1999年11月15日-青雲寮閉寮式典及び閉寮事業

## 校歌
- 1951年(昭和26年)2月制定 [2]
- 作詞： 勝承夫、作曲： 平井康三郎

## 教育目標
- 「学問を磨き､心を磨き､体を鍛え、知育、徳育、体育の調和のとれた生徒を育成する」

## 著名な卒業生
- 富士櫻栄守 - 元大相撲力士
- 羽中田昌 - 元サッカー選手、サッカー指導者、解説者およびスポーツエッセイスト。
- 萩原智子 - 元水泳（競泳）選手[3]